# Rana arvalis
Rana arvalis е вид земноводно от семейство Водни жаби (Ranidae).

## Разпространение
Видът е разпространен в Австрия, Беларус, Белгия, Германия, Дания, Естония, Казахстан, Китай, Латвия, Литва, Молдова, Нидерландия, Норвегия, Румъния, Русия, Словакия, Словения, Украйна, Унгария, Финландия, Франция, Хърватия и Чехия.
Регионално е изчезнал в Швейцария.